# Eudesmia praxis
Eudesmia praxis är en fjärilsart som beskrevs av Druce 1894. Eudesmia praxis ingår i släktet Eudesmia och familjen björnspinnare. Inga underarter finns listade i Catalogue of Life.